# کوسسیننا
کوسسیننا (به لاتین: Kossinna) یک منطقهٔ مسکونی در سری‌لانکا است که در استان مرکزی (سری‌لانکا) واقع شده‌است.